# Picote (Portugal)
Picote (en mirandés Picuote) es una freguesia portuguesa del municipio de Miranda de Duero, en el distrito de Braganza. Situada en el extremo sureste del municipio, a unos 18 km de Miranda y fronteriza con España, la freguesia tiene 19,95 km² de superficie y 301 habitantes (2011). Su densidad de población es de 15,1 hab/km².
En Picote se produce un caso lingüístico excepcional dentro de Portugal, debido a que es un sitio en el que se utiliza el mirandés (habla del leonés) también llamado en la localidad picotés, el cual es conocido y hablado por todos sus habitantes (algo genuino de la localidad) dándose un caso único, en Portugal, de monolingüismo en lengua mirandesa que ha sido objeto de estudios y artículos de prensa como objeto de curiosidad y etnografía.

## Patrimonio
En esta freguesia está emplazada la presa de Picote construida en 1958. Posee también un verraco de piedra propio del área de los vetones.

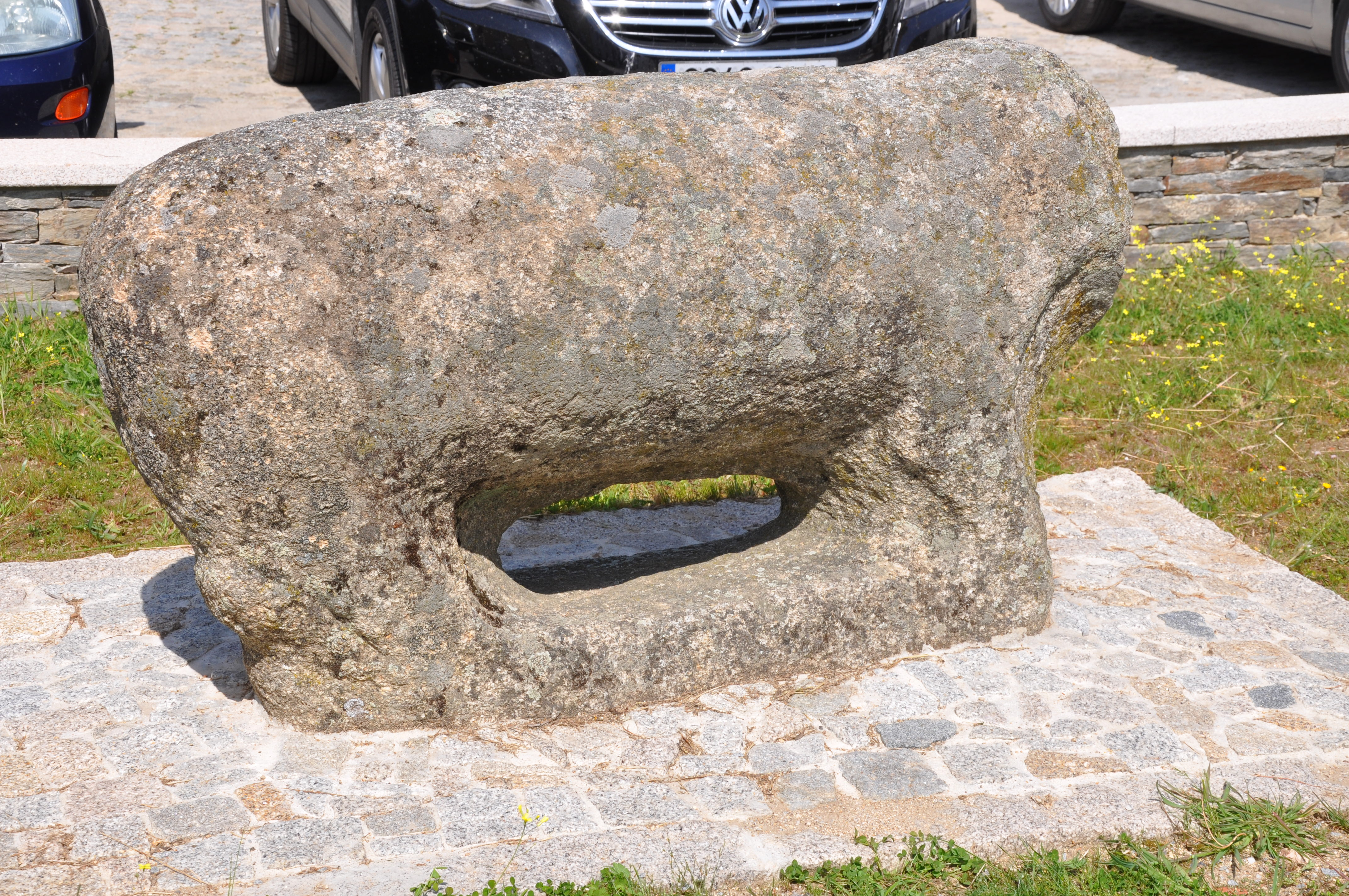
Verraco
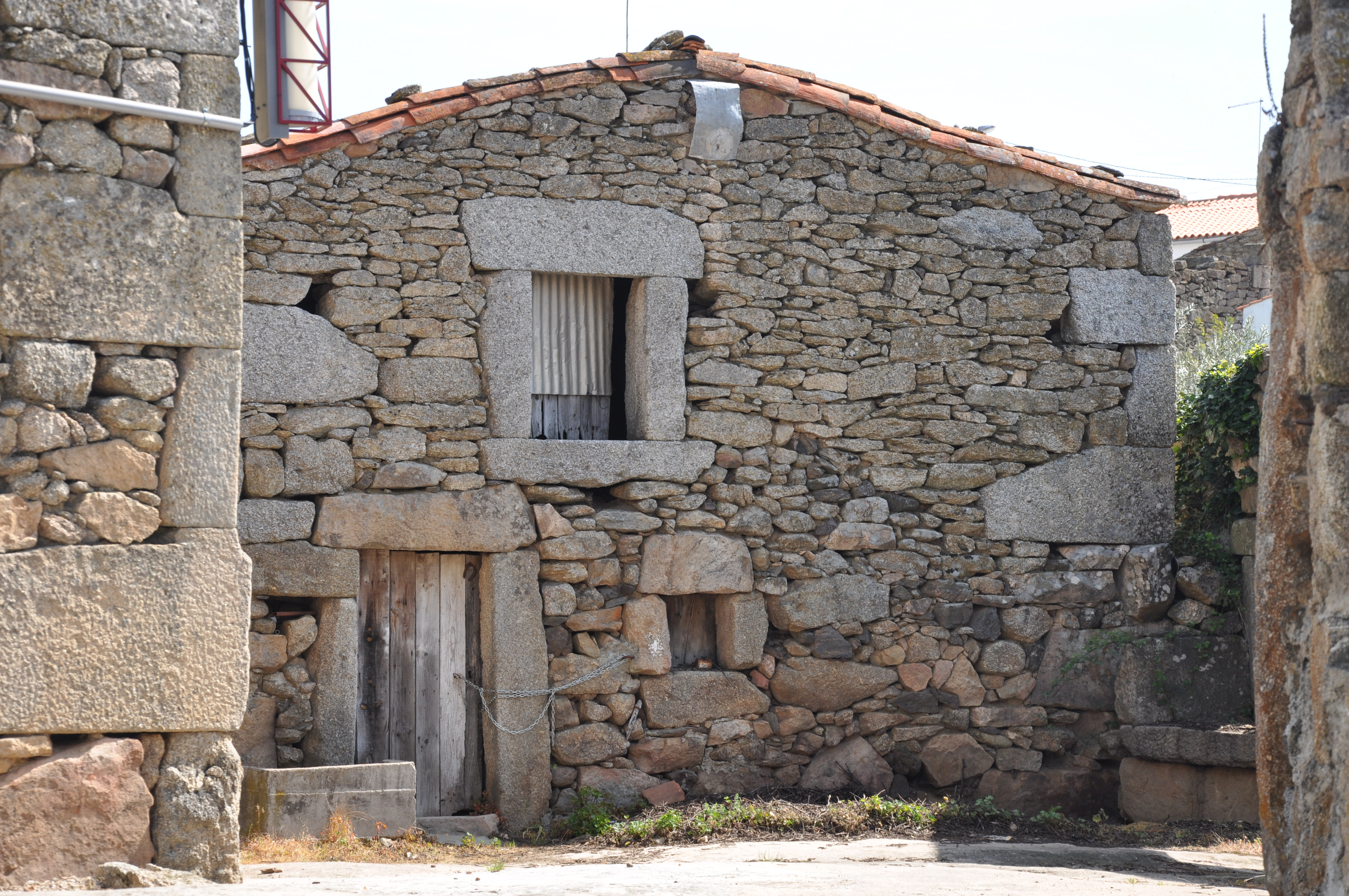
Arquitectura vernácula
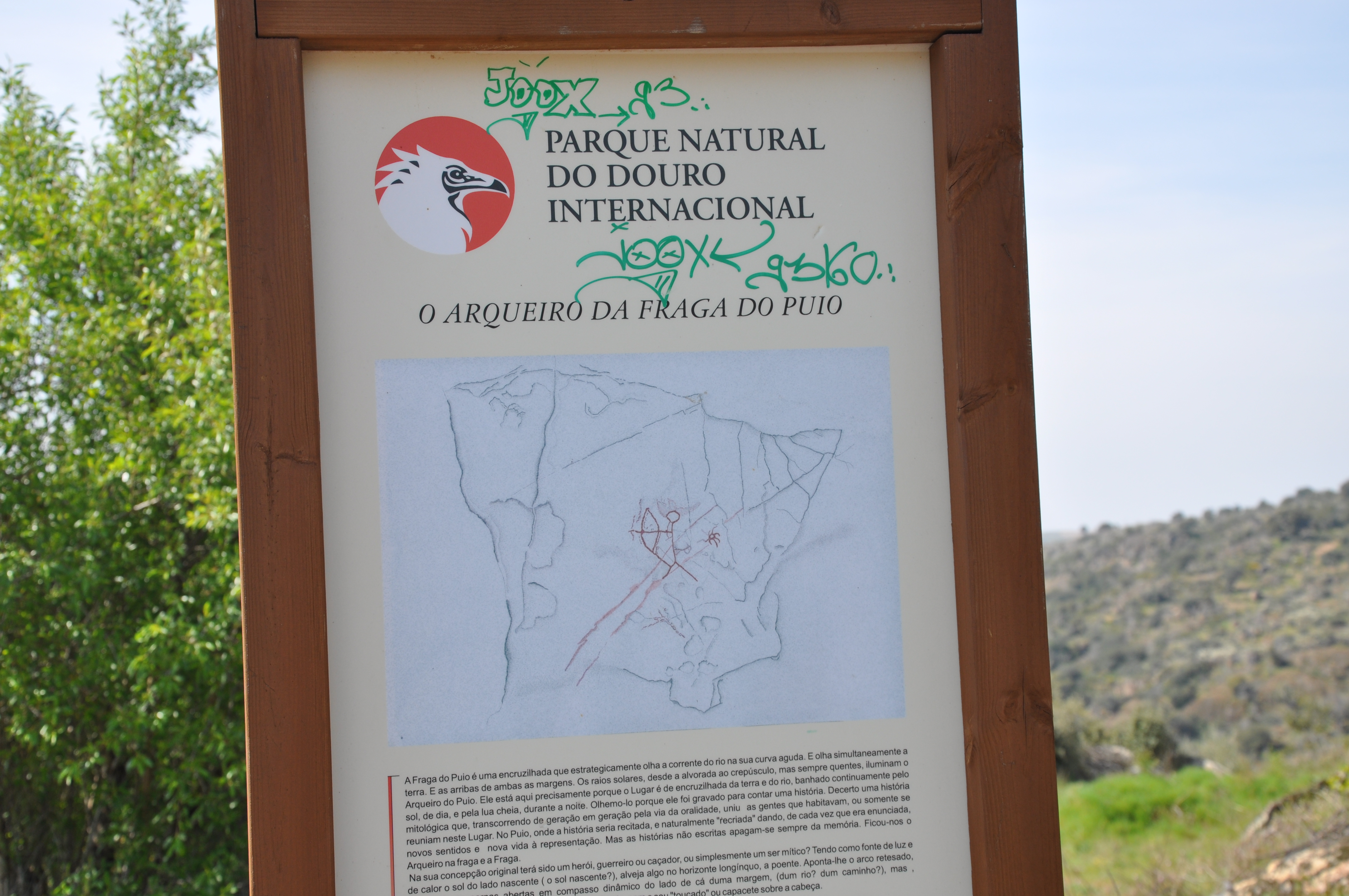
El arquero de la Peinha de l Puio
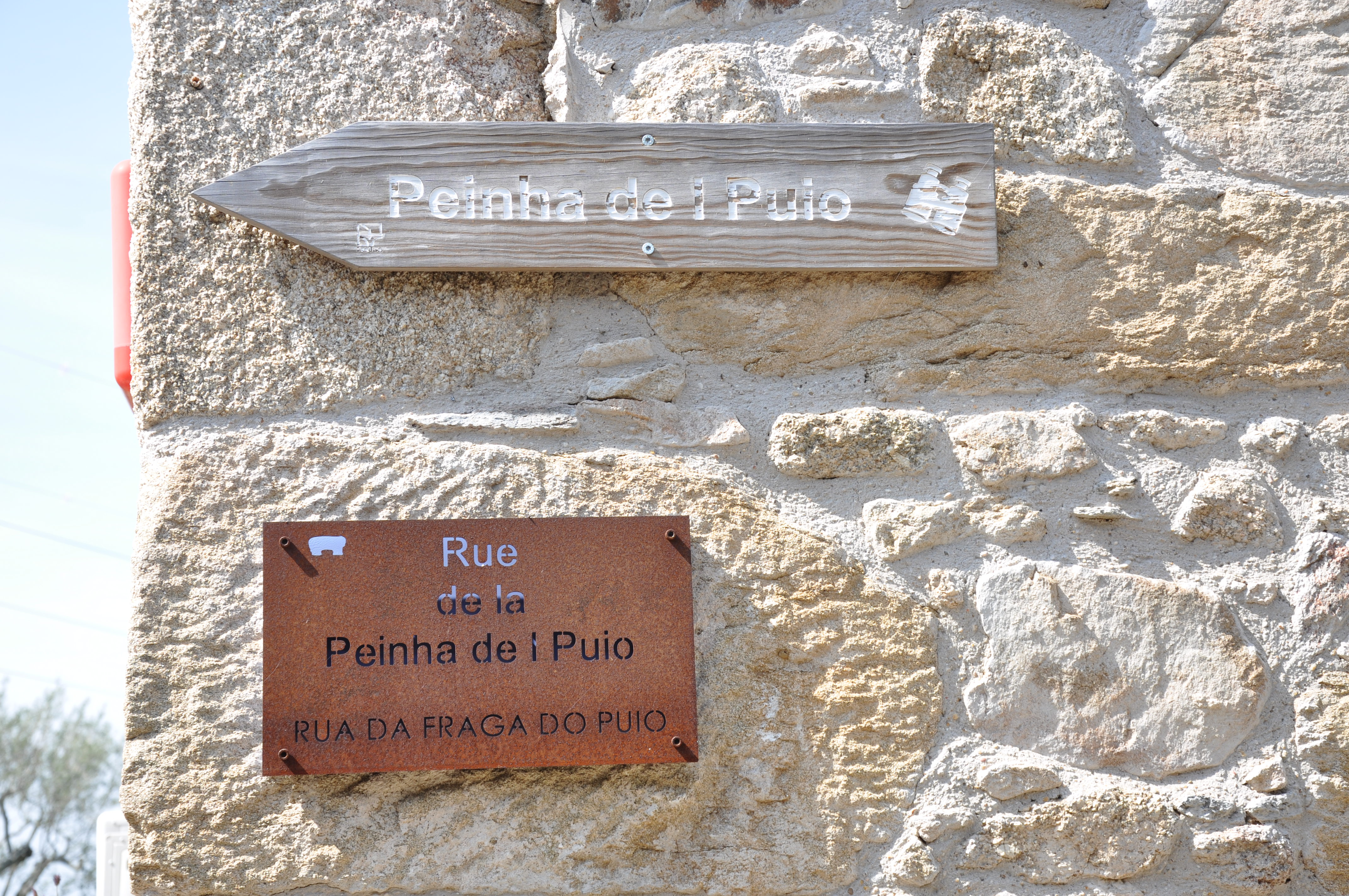
Placa bilingüe en mirandés y portugués
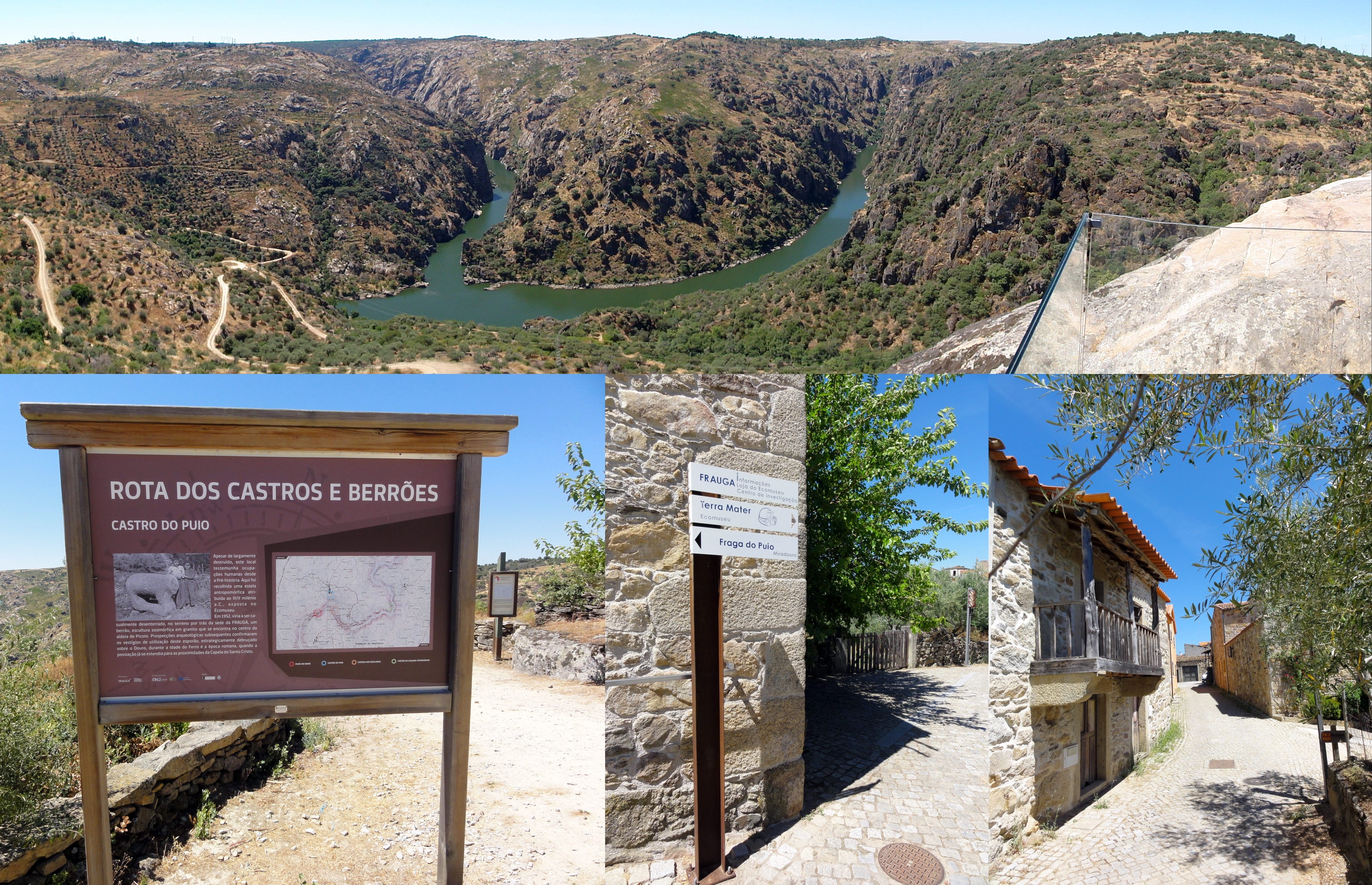
Meandro del Duero en el Mirador da Fraga do Puio